# Leptoliterna novacaledoniensis
Leptoliterna novacaledoniensis är en insektsart som beskrevs av Victor Lallemand 1949. Leptoliterna novacaledoniensis ingår i släktet Leptoliterna och familjen spottstritar. Inga underarter finns listade i Catalogue of Life.